# درمانووینا
درمانووینا (به صربی: Drmanovina) یک کوه در صربستان است که در Western Serbia واقع شده‌است. درمانووینا ۱٬۰۲۲ متر بالاتر از سطح دریا واقع شده‌است.